# Zadni Kieżmarski Strażnik

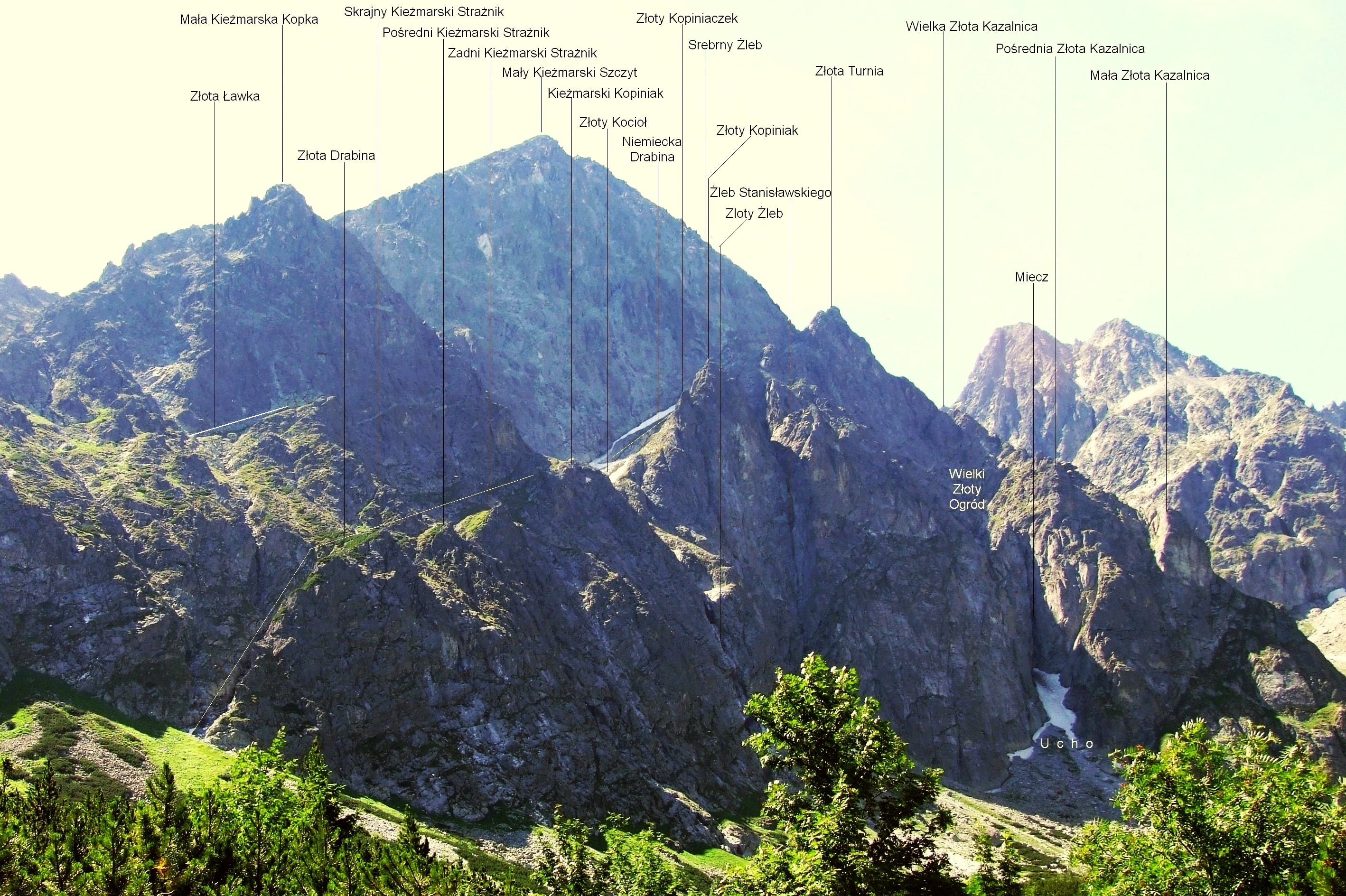

Zadni Kieżmarski Strażnik – zbudowana z granitów turnia na północnej ścianie Kieżmarskiej Kopy w słowackich Tatrach Wysokich. Wznosi się w stokach opadających od dna Zielonej Doliny Kieżmarskiej. Od ściany Kieżmarskiej Kopy oddziela ją przełączka Zadni Złoty Przechód.

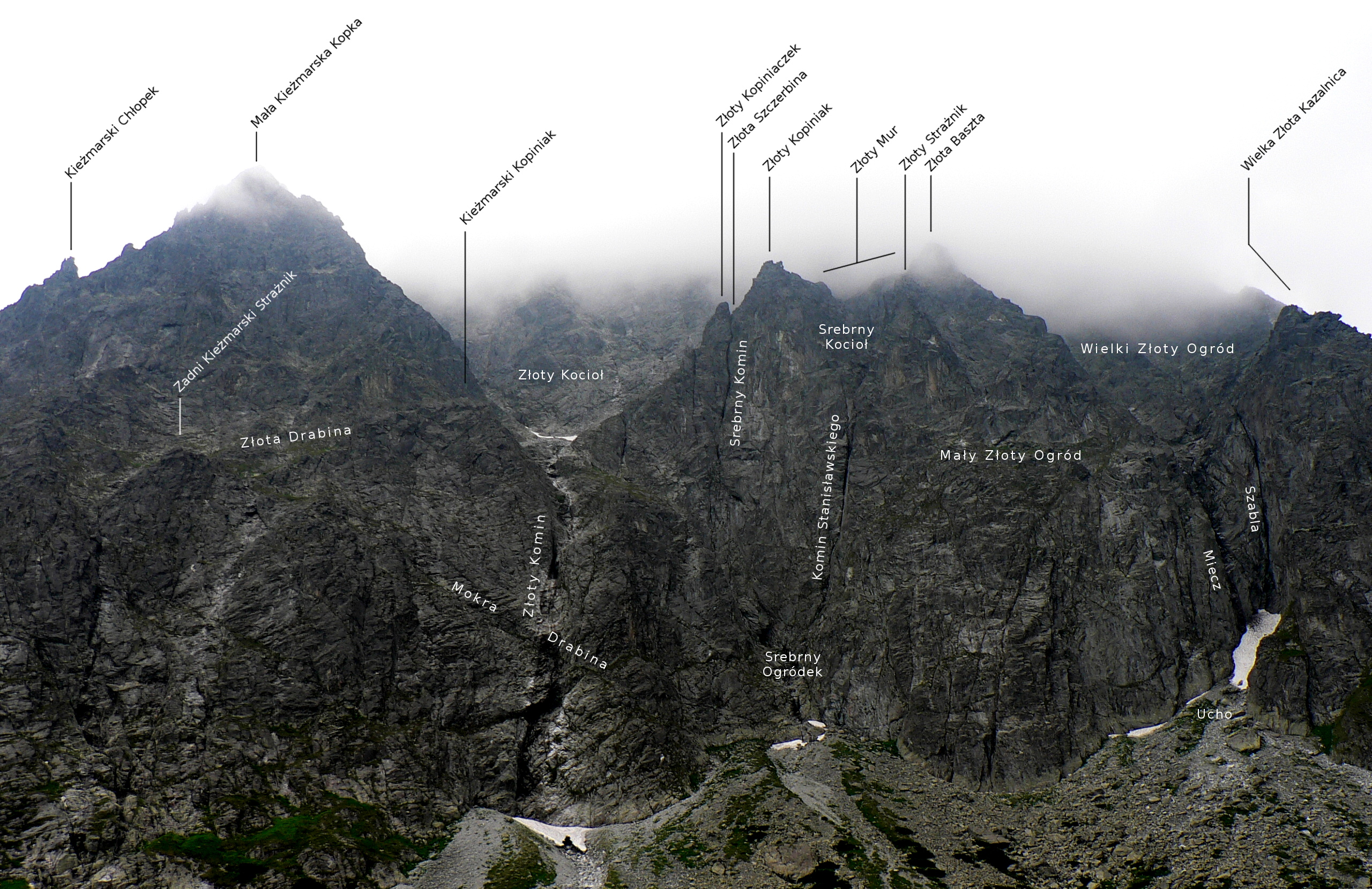

Zadni Kieżmarski Strażnik jest jedną z czterech turni wznoszących się rzędem w północnej ścianie Kieżmarskiej Kopy. W kolejności od lewej do prawej (patrząc od dołu) są to: Skrajny Kieżmarski Strażnik, Pośredni Kieżmarski Strażnik, Zadni Kieżmarski Strażnik i Kieżmarski Kopiniak. Pomiędzy turniami tymi a ścianą Kieżmarskiej Kopy ciągnie się skośnie w górę zachód zwany Złotą Drabiną. Używany jest przez taterników jako jedno z łatwiejszych przejść do Złotego Kotła. Stanowi przedłużenie na północny wschód Niemieckiej Drabiny. Do Złotej Drabiny pomiędzy Zadnim Kieżmarskim Strażnikiem a Kieżmarskim Kopiniakiem dołącza Mokra Drabina – skośny zachód przecinający Złoty Żleb i ścianę Kieżmarskiego Kopiniaka.